# Ranunculus ficaria subsp. ficaria
Ranunculus ficaria subsp. ficaria é uma subespécie de planta com flor pertencente à família Ranunculaceae. 
A autoridade científica da subespécie é L., tendo sido publicada em Sp. Pl. 550 (1753).
Os seus nomes comuns são celidónia-menor, crisley, erva-das-hemorróideas, erva-hemorroidal, erva-do-hemorroidal, escrofulária-pequena-de-crisley, ficária ou quelidónia-menor.

## Portugal
Trata-se de uma subespécie presente no território português, nomeadamente em Portugal Continental.
Em termos de naturalidade é nativa da região atrás indicada.

## Protecção
Não se encontra protegida por legislação portuguesa ou da Comunidade Europeia.